# Liste der Kulturdenkmäler in Spirkelbach
In der Liste der Kulturdenkmäler in Spirkelbach sind alle Kulturdenkmäler der rheinland-pfälzischen Ortsgemeinde Spirkelbach aufgeführt. Grundlage ist die Denkmalliste des Landes Rheinland-Pfalz (Stand: 14. Dezember 2023).

## Einzeldenkmäler
| Bezeichnung         | Lage                         | Baujahr                     | Beschreibung                                                                                   | Bild                           |
| ------------------- | ---------------------------- | --------------------------- | ---------------------------------------------------------------------------------------------- | ------------------------------ |
| Evangelische Kirche | Hauptstraße Lage             | 1786                        | dreiachsiger Saalbau, 1786, Turm 1836                                                          | weitere Bilder Fotos hochladen |
| Quereinhaus         | Hauptstraße 8 Lage           | 1730                        | eingeschossiges Fachwerk-Quereinhaus, bezeichnet 1730                                          | Fotos hochladen                |
| Kriegerdenkmal      | Hauptstraße, bei Nr. 17 Lage |                             | Kriegerdenkmal 1914/18                                                                         | weitere Bilder Fotos hochladen |
| Wohnhaus            | Hauptstraße 21 Lage          | 1830                        | Fachwerkhaus, teilweise massiv, Krüppelwalmdach, bezeichnet 1830 (Bild), wohl älter            | weitere Bilder Fotos hochladen |
| Schulhaus           | Hauptstraße, in Nr. 28 Lage  |                             | Reste des klassizistischen ehemaligen Schulhauses in Neubau verbaut                            | Fotos hochladen                |
| Brennhaus           | Hauptstraße 30 Lage          | 1875                        | ehemaliges Brennhaus; eingeschossiger Massivbau, bezeichnet 1875                               | Fotos hochladen                |
| Wohnhaus            | Hauptstraße 36 Lage          | 1701                        | Fachwerkhaus, teilweise massiv und verschiefert (Bild), bezeichnet 1701                        | weitere Bilder Fotos hochladen |
| Wohnhaus            | Hohlstraße 1 Lage            | Ende des 18. Jahrhunderts   | Massivbau, Ende des 18. Jahrhunderts                                                           | Fotos hochladen                |
| Wohnhaus            | Hohlstraße 10 Lage           | 18. Jahrhundert             | Fachwerkhaus, teilweise massiv, verputzt, wohl aus dem 18. Jahrhundert; bezeichnet 1867 (Bild) | weitere Bilder Fotos hochladen |
| Wohnhaus            | Talstraße 2 Lage             | 1701                        | Fachwerkhaus, bezeichnet 1701                                                                  | Fotos hochladen                |
| Wohnhaus            | Talstraße 4 Lage             | 1701                        | Fachwerkhaus, bezeichnet 1701                                                                  | Fotos hochladen                |
| Wohnhaus            | Talstraße 6 Lage             | Anfang des 18. Jahrhunderts | Fachwerkhaus, Anfang des 18. Jahrhunderts                                                      | Fotos hochladen                |